# Nationaal Songfestival 2012
Het Nationaal Songfestival 2012 was een televisieprogramma van de TROS waarin Joan Franka werd verkozen tot de Nederlandse inzending voor het Eurovisiesongfestival 2012 in Bakoe. Franka won met haar samen met Jessica Hoogenboom geschreven nummer You and me. Franka werd daarbij beide keren niet door het adviescomité gekozen en ook de stemming van de jury was niet in haar voordeel.

## Format
Het Nationaal Songfestival kende een nieuw format. Daarbij werd een systeem net zoals Dansk Melodi Grand Prix gehanteerd, waarbij steeds twee kandidaten tegen elkaar strijden en de winnaar zich plaatste voor de volgende ronde.  In totaal kwamen er drie van deze wedstrijden; de winnaars gingen door naar de superfinale. Na een nieuw optreden werd vervolgens de winnaar gekozen. Dit format werd ook gebruikt in het SBS6-programma The Winner is... dat ten tijde van het Nationaal Songfestival werd uitgezonden en waarvan ook het decor werd gebruikt voor het festival. Op zondag 19 februari werd in het RTL 4-programma Life4You geloot voor de indeling van het Nationaal Songfestival. De zes kandidaten kwamen in drie duels tegen elkaar uit. De winnaars plaatsten zich voor de superfinale, waarin de inzending werd gekozen. Ruth Jacott verrichtte deze loting.
Ook was er voor het eerst een adviesjury aanwezig, bestaand uit 100 buitenlanders uit alle 43 deelnemende landen. Zij lieten per duel weten wie het beste was en daar kon Nederland op inspelen mits ze het songfestival wilden winnen. Daarna mocht elk jurylid tien punten verdelen onder de kandidaten. Deze punten mochten ze zelf na eigen keuze geven. De overige vijftig punten werden bepaald door televoting.

### Selectie
Op 6 juli 2011 werd een persconferentie gehouden, waarin TROS-directeur Peter Kuipers de plannen voor het songfestival 2012 onthulde.
Er werd bekendgemaakt dat er een open inschrijving zou zijn voor het Nationaal Songfestival. Het was voor het eerst sinds 2005 dat er weer een volledige open inschrijving was. Sinds 2007 werden er alleen interne selecties gehouden. Tot 30 september 2011 konden inzendingen worden gedaan.
Er was een selectiecommissie bestaande uit onder meer platenbazen, songfestivalkenners en choreografen. Uit 491 liedjes werden er zes liedjes gekozen.
Het Nationaal Songfestival 2012 was een productie van Talpa. De TROS had de productiemaatschappij hiervoor gevraagd. Het bedrijf van John de Mol nam het stokje over van FTV (2011) en Global Star Media (2009 en 2010) die de voorgaande jaren de touwtjes in handen hadden. Op 5 januari 2012 werden de zes kandidaten bekendgemaakt, vijf artiesten (Raffaëla Paton, Kim de Boer, Joan Franka, Pearl Jozefzoon en Ivan Peroti) kwamen uit het zogenoemde Talpakamp en werden door De Mol benaderd.

## Duels

### Duel 1
| Volgorde | Deelnemer, leeftijd | Deelnemer, leeftijd | Nummer             | Int. Advies | Juryleden           | Juryleden      | Juryleden         | Juryleden | Juryleden | Juryleden | Televoting | Totaal |
| Volgorde | Deelnemer, leeftijd | Deelnemer, leeftijd | Nummer             | Int. Advies | Jeroen Nieuwenhuize | Carlo Boszhard | Stacey Rookhuizen | Ali B     | Afrojack  | Totaal    | Televoting | Totaal |
| -------- | ------------------- | ------------------- | ------------------ | ----------- | ------------------- | -------------- | ----------------- | --------- | --------- | --------- | ---------- | ------ |
| 1        |                     | Tim Douwsma, 24     | "Undercover Lover" | 12          | 3                   | 2              | 2                 | 2         | 2         | 11        | 20.1       | 31.1   |
| 2        |                     | Pearl Jozefzoon, 26 | "We Can Overcome"  | 88          | 7                   | 8              | 8                 | 8         | 8         | 39        | 29.9       | 68.9   |

### Duel 2
| Volgorde | Deelnemer, leeftijd | Deelnemer, leeftijd | Nummer       | Int. Advies | Juryleden           | Juryleden      | Juryleden         | Juryleden | Juryleden | Juryleden | Televoting | Totaal |
| Volgorde | Deelnemer, leeftijd | Deelnemer, leeftijd | Nummer       | Int. Advies | Jeroen Nieuwenhuize | Carlo Boszhard | Stacey Rookhuizen | Ali B     | Afrojack  | Totaal    | Televoting | Totaal |
| -------- | ------------------- | ------------------- | ------------ | ----------- | ------------------- | -------------- | ----------------- | --------- | --------- | --------- | ---------- | ------ |
| 1        |                     | Joan Franka, 21     | "You and me" | 28          | 4                   | 6              | 6                 | 4         | 6         | 26        | 27.7       | 53.7   |
| 2        |                     | Raffaëla Paton, 28  | "Chocolatte" | 72          | 6                   | 4              | 4                 | 6         | 4         | 24        | 22.3       | 46.3   |

### Duel 3
| Volgorde | Deelnemer, leeftijd | Deelnemer, leeftijd | Nummer                  | Int. Advies | Juryleden           | Juryleden      | Juryleden         | Juryleden | Juryleden | Juryleden | Televoting | Totaal |
| Volgorde | Deelnemer, leeftijd | Deelnemer, leeftijd | Nummer                  | Int. Advies | Jeroen Nieuwenhuize | Carlo Boszhard | Stacey Rookhuizen | Ali B     | Afrojack  | Totaal    | Televoting | Totaal |
| -------- | ------------------- | ------------------- | ----------------------- | ----------- | ------------------- | -------------- | ----------------- | --------- | --------- | --------- | ---------- | ------ |
| 1        |                     | Kim de Boer, 33     | "Children of the World" | 21          | 2                   | 6              | 3                 | 3         | 3         | 17        | 31.4       | 48.4   |
| 2        |                     | Ivan Peroti, 35     | "Take Me As I Am"       | 79          | 8                   | 4              | 7                 | 7         | 7         | 33        | 18.6       | 51.6   |

## Super-final
| Volgorde | Deelnemer, leeftijd | Deelnemer, leeftijd | Nummer            | Int. Advies | Juryleden           | Juryleden      | Juryleden         | Juryleden | Juryleden | Juryleden | Televoting | Totaal |
| Volgorde | Deelnemer, leeftijd | Deelnemer, leeftijd | Nummer            | Int. Advies | Jeroen Nieuwenhuize | Carlo Boszhard | Stacey Rookhuizen | Ali B     | Afrojack  | Totaal    | Televoting | Totaal |
| -------- | ------------------- | ------------------- | ----------------- | ----------- | ------------------- | -------------- | ----------------- | --------- | --------- | --------- | ---------- | ------ |
| 1        |                     | Pearl Jozefzoon, 26 | "We Can Overcome" | 36          | 2                   | 10             | 3                 | -         | 4         | 19        | 14.6       | 33.6   |
| 2        |                     | Joan Franka, 21     | "You and me"      | 24          | 3                   | -              | 5                 | -         | 3         | 11        | 26.1       | 37.1   |
| 3        |                     | Ivan Peroti, 35     | "Take Me As I Am" | 40          | 5                   | -              | 2                 | 10        | 3         | 20        | 9.3        | 29.3   |

## Trivia
- Het Nationaal Songfestival 2012 werd beter bekeken dan de edities in de voorgaande twee jaren. De Tros en Talpa wisten 2,3 miljoen kijkers te boeien. Dat waren er iets meer dan de 3JS in 2011 en 200.000 meer dan in 2010, toen Sieneke het evenement op haar naam schreef.[5] Tevens was het programma op Twitter een tijd worldwide trending topic.[6]
- Pearl Jozefzoon, Raffaëla Paton, Kim de Boer en Joan Franka namen allen deel aan het eerste seizoen van The voice of Holland.
- Pearl Jozefzoon en Kim de Boer haalden beide de finale. Jozefzoon werd tweede en De Boer derde.
- De vier 'The Voice'-deelnemers werden tijdens het programma allen door verschillende coaches gecoacht. Joan Franka viel in de derde liveshow af bij Roel van Velzen, Pearl Jozefzoon haalde de finale in het team van Nick & Simon, Kim de Boer werd ook finalist in het team van Angela Groothuizen en Raffaëla Paton viel in de derde liveshow af bij Jeroen van der Boom.
- Raffaëla Paton is een nicht van Humphrey Campbell, die Nederland in 1992 vertegenwoordigde op het Eurovisiesongfestival. De zangeres was in 2007 ook een mogelijke kandidaat voor het Eurovisiesongfestival waar ze een lied zou zingen van Fluitsma en Van Tijn. Het producentenduo kwam toen niet tot overeenstemming met de NOS.
- Raffaëla Paton won het derde seizoen van Idols in 2006.
- Enkele artiesten die waren afgewezen voor het Nationaal Songfestival 2012 stonden op zondag 19 februari in de Almeerse Schouwburg voor een concert.[7]

1956 · 1957 · 1958 · 1959 · 1960 · 1961 · 1962 · 1963 · 1964 · 1965 · 1966 · 1967 · 1968 · 1969 · 1970 · 1971 · 1972 · 1973 · 1974 · 1975 · 1976 · 1977 · 1978 · 1979 · 1980 · 1981 · 1982 · 1983 · 1984 · 1986 · 1987 · 1988 · 1989 · 1990 · 1992 · 1993 · 1994 · 1996 · 1997 · 1998 · 1999 · 2000 · 2001 · 2003 · 2004 · 2005 · 2006 · 2007 · 2008 · 2009 · 2010 · 2011 · 2012